# Gul mjukporing
Gul mjukporing (Anomoloma albolutescens) är en svampart som först beskrevs av Lars-Gunnar Romell, och fick sitt nu gällande namn av Tuomo Niemelä och Karl-Henrik Larsson 2007. Gul mjukporing ingår i släktet Anomoloma och familjen Amylocorticiaceae. Arten är reproducerande i Sverige, men är rödlistad som akut hotad (CR).

## Beskrivning
Gul mjukporing är en vidväxt ticka som växer på död ved av gran och tall. Den har ettåriga, mjuka fruktkroppar som är lätta att ta loss från underlaget. Färgen på unga svampar är vit till smutsgul, men som torr blir den saffransgul eller orangegul. Från fruktkroppen utgår långa, gula myceltrådar. Porerna är kantiga och förekommer med 2–3 porer per millimeter. På äldre exemplar kan porerna smälta ihop, och då förekommer de med 1–2 porer per millimeter.
Arten kan förväxlas med jordporing (Byssoporia terrestris), som också har långa myceltrådar och kan gulna något. Jordporingen är emellertid mycket skörare.

## Utbredning
Per 2012 är arten endast hittad fyra gånger i Sverige. Första fyndet gjordes 1910 av Lars-Gunnar Romell vid Lakaträsk i Norrbotten. 1995 hittades den i Uppland, 1999 i Hälsingland och 2009 i Dalarna. Arten är även på träffad i Norge och Finland med ett fåtal fynd. I Nordamerika återfinns den i Klippiga bergen.